# (7995) Khvorostovsky
(7995) Khvorostovsky (1983 PX) – planetoida z pasa głównego asteroid okrążająca Słońce w ciągu 4,68 lat w średniej odległości 2,8 j.a. Odkryta 4 sierpnia 1983 roku.